# Бис(метилсульфинил)ртуть
Бис(метилсульфинил)ртуть — неорганическое соединение
ртути
с формулой Hg(SCH3)2,
кристаллы.

## Физические свойства
Бис(метилсульфинил)ртуть образует кристаллы
ромбической сингонии,
пространственная группа P bca,
параметры ячейки a = 1,980 нм, b = 0,758 нм, c = 0,780 нм, Z = 8
.